# Calospila gyges
Calospila gyges is een vlindersoort uit de familie van de prachtvlinders (Riodinidae), onderfamilie Riodininae.
Calospila gyges werd in 1911 beschreven door Stichel.